# Peter Armitage
Pour les articles homonymes, voir Armitage.
Peter Armitage (né le 15 juillet 1924 et mort le 15 février 2024) est un statisticien britannique spécialisé en statistiques médicales.

## Distinctions
Par trois fois, Peter Armitage remporte la médaille Guy : le bronze en 1962, l'argent en 1978 et l'or en 1990.